# 別木庄左衛門
別木 庄左衛門（べっき しょうざえもん、生年不詳 - 承応元年9月21日（1652年10月23日））は、江戸時代前期の牢人。承応の変の首謀者。姓は戸次とも表記される。

## 経歴
元は越前国大野藩士で200石を領したが、浪人となって江戸に出て、軍学を講じた。
1652年、崇源院（徳川秀忠正室）の27回忌が増上寺で催されるのを期して、林戸右衛門・三宅平六・藤江又十郎・土岐与左衛門等と共に、江戸市中に放火、江戸幕府首脳を暗殺しようと企てたが、密告によって露見し、同志と共に磔刑に処せられた（承応の変）。
この頃、前年には由井正雪らの慶安の変が起こるなど、大名取り潰しなどに伴う牢人増加が、大きな社会問題となっていた。